# Hiëronymus Speeckaert
Pieter Speeckaert (Ronsele, 1787 - Westvleteren, 1875), bekend onder zijn kloosternaam Hieronymus, was een Belgisch cisterciënzermonnik met een kleurrijke levensgeschiedenis.

## Levensloop
Als jonge arbeiderszoon leefde Speeckaert, naar men zegde, een avontuurlijk leven tijdens de revolutiejaren en veroorzaakte hij een ongewilde zwangerschap die hem zijn geboortedorp deed ontvluchten. Hij bood zich aan voor intrede bij de trappisten van Westmalle. Dit duurde niet langer dan het noviciaat. Hij ging zich vervolgens aanmelden bij kanunnik Petrus Jozef Triest. Op 16 november 1809 werd hij door Ambrosius Goethals, de vicaris-generaal van het bisdom, samen met zeven andere kandidaten, ondervraagd en beoordeeld op zijn geschiktheid. Op 21 november werd hij met zes anderen, als eerste Broeders van Liefde, ingekleed en kreeg hij de kloosternaam Hiëronymus. 
Hij hield het bij de Broeders evenmin lang vol en meldde zich weer aan bij de trappisten van Westmalle, die hem opnieuw aanvaardden. Het bleef echter weer niet lang duren en in 1811 trok hij alweer weg.
Het is niet helemaal duidelijk of dit vertrek zijn eigen keuze was, dan wel of hij opgeroepen werd voor het leger. Alvast bleef hij militair tot aan de val van Napoleon I. Hij nam ook nog deel aan de Slag bij Waterloo, hoewel het niet duidelijk is aan welke kant hij toen stond. Het werd ook duidelijk dat de legertijd bij hem een drankprobleem had teweeggebracht.
Na uit het leger te zijn ontslagen en hier en daar zijn geluk te hebben beproefd, klopte hij in 1817 voor een derde maal in Westmalle aan en opnieuw werd hij aangenomen. In 1818 legde hij kloostergeloften af en in 1820 werd hij tot priester gewijd. Hij werd tot novicemeester benoemd en oefende die taak uit tot in 1830.
Om redenen die niet bekend zijn, verliet hij zijn abdij en, gewapend met een aanbevelingsbrief van de Mechelse vicaris-generaal Sterckx, vertrok hij naar de abdij van de Katsberg in Godewaersvelde, waar hij in 1831 subprior werd. Deze benoeming gebeurde naar aanleiding van een inwendige ruzie, die de aanleiding was voor een aantal monniken om er vanonder te trekken en de priorij van Westvleteren te stichten. In 1833 uitte Speeckaert beschuldigingen tegen de prior, die hem van zijn kant zijn stevenistische sympathieën verweet. Als gevolg van deze ruzie viel de kloostergemeenschap uiteen in drie groepen: enkele monniken bleven ter plekke onder de leiding van de belaagde prior, enkele verhuisden naar de moederabdij van de Gard in Crouy-Saint-Pierre en enkele andere vertrokken naar de priorij van Westvleteren.
Speeckaert liet de trappisten bij deze gelegenheid in de steek en vertrok naar Gits, waar hij zich aansloot bij de schismatieke groep van de stevenisten en voor hen clandestien de mis opdroeg. Tegelijk richtte hij zich tot de nieuwe bisschop van Brugge, René Boussen, en bekwam dat hij tot de seculiere geestelijkheid werd teruggebracht omdat hij het zware monnikenleven niet meer aankon. 
Na enkele tijd hadden de stevenisten hun vertrouwen in hem verloren en hij trok naar Brussel, waar hij zich aansloot bij de schismatieke Katholiek-apostolische kerk van abbé Charles Helsen. Ook dat duurde niet lang en hij werd, vanwege zijn drankprobleem, aan de deur gezet. Dit betekende een ommekeer in zijn leven.
In januari 1836 zwoer hij zijn schismatieke dwalingen af en ondertekende hij een retractatie van zijn stevenistische dwalingen. Hij ging aankloppen bij de abdij van Westvleteren en werd aanvaard. Hij naderde nu de vijftig en was geëvolueerd. Voortaan leefde hij in grote vroomheid, werd bibliothecaris en in 1843 subprior. Af en toe reisde hij naar Gits om er de stevenisten tot verzoening met de Kerk van Rome aan te sporen. 
Toen het stoffelijk overschot van de eerste prior van de abdij van Westvleteren, Franciscus-Maria Van Langendonck, moest ontgraven worden om op een nieuwe plek te worden ter aarde besteld, bleek het nog in grote mate ongeschonden te zijn. Dit werd als een mirakel beschouwd en Speeckaert zette zich jarenlang in (zonder resultaat) om een erkenning van de stichter als heilige man te bekomen.
Toen hij bijna negentig was en overleed, stond hij bij wie hem gekend had, in de eerste plaats bij zijn medebroeders, hoog aangeschreven.